# Patricio Rodríguez (Tennisspieler)
Patricio Rodríguez (* 20. Dezember 1938 in Santiago de Chile; † 23. Juni 2020) war ein chilenischer Tennisspieler.

## Karriere
Seine größten Erfolge feierte Rodríguez mit zwei Turniersiegen im Doppel 1968 und 1969. Er erreichte 1973 mit Platz 133 die beste Platzierung seiner Karriere in der Einzel-Weltrangliste. Das letzte Mal wurde er am 31. Dezember 1978 mit Platz 496 in der Einzelweltrangliste der Herren geführt.
Er spielte ab 1958 in insgesamt 20 Begegnungen für die chilenische Davis-Cup-Mannschaft und hat eine Bilanz von insgesamt 19:25, davon 18:17 im Einzel und 1:8 im Doppel.

## Erfolge

### Doppel

#### Turniersiege
| Nr. | Datum           | Turnier   | Belag | Partner          | Finalgegner                       | Ergebnis                 |
| --- | --------------- | --------- | ----- | ---------------- | --------------------------------- | ------------------------ |
| 1.  | 7. Juni 1968    | Barcelona | Sand  | Carlos Fernandes | Thomaz Koch José Edison Mandarino | 6:2, 3:6, 3:6, 6:1, 6:4  |
| 2.  | 4. Oktober 1969 | Barcelona | Sand  | Manuel Orantes   | Terry Addison Ray Keldie          | 8:10, 6:3, 6:1, 5:7, 6:2 |

## Abschneiden bei Grand-Slam-Turnieren

### Einzel
| Turnier         | 1957 | 1958 | 1959 | 1960 | 1961 | 1962 | 1963 | 1964 | 1965 | 1966 | 1967 | 1968 | 1969 | 1970 | 1971 | 1972 | 1973 | 1974 | Karriere |
| --------------- | ---- | ---- | ---- | ---- | ---- | ---- | ---- | ---- | ---- | ---- | ---- | ---- | ---- | ---- | ---- | ---- | ---- | ---- | -------- |
| Australian Open | —    | —    | —    | —    | —    | —    | —    | —    | —    | 3    | —    | —    | —    | —    | —    | —    | —    | —    | 3        |
| French Open     | —    | 2    | 2    | 3    | 1    | 2    | 3    | 1    | 1    | 1    | 2    | 1    | 2    | 3    | 1    | 1    | —    | 1    | 3        |
| Wimbledon       | —    | 1    | 1    | 2    | 1    | 2    | 1    | 1    | 1    | 1    | 1    | 1    | 1    | —    | —    | 1    | —    | —    | 2        |
| US Open         | 1    | —    | —    | —    | —    | —    | —    | 3    | —    | —    | —    | —    | 1    | —    | —    | —    | —    | —    | 3        |

### Doppel
| Turnier         | 1966 | 1967 | 1968 | 1969 | 1970 | 1971 | 1972 | 1973 | 1974 | 1975 | 1976 | 1977 | 1978 | 1979 | Karriere |
| --------------- | ---- | ---- | ---- | ---- | ---- | ---- | ---- | ---- | ---- | ---- | ---- | ---- | ---- | ---- | -------- |
| Australian Open | AF   | —    | —    | —    | —    | —    | —    | —    | —    | —    | —    | —    | —    | —    | AF       |
| French Open     | —    | —    | 3    | 3    | 3    | —    | 2    | 2    | 2    | —    | —    | 2    | 3    | —    | 3        |
| Wimbledon       | —    | —    | —    | 2    | 3    | 2    | 2    | —    | —    | —    | —    | —    | —    | 3    | 3        |
| US Open         | —    | —    | —    | —    | —    | —    | —    | —    | —    | —    | —    | —    | —    | —    | —        |